# Tab (Büromaterial)

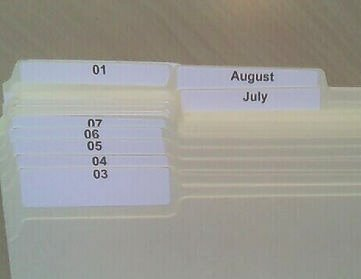
Tabe bei Mappen

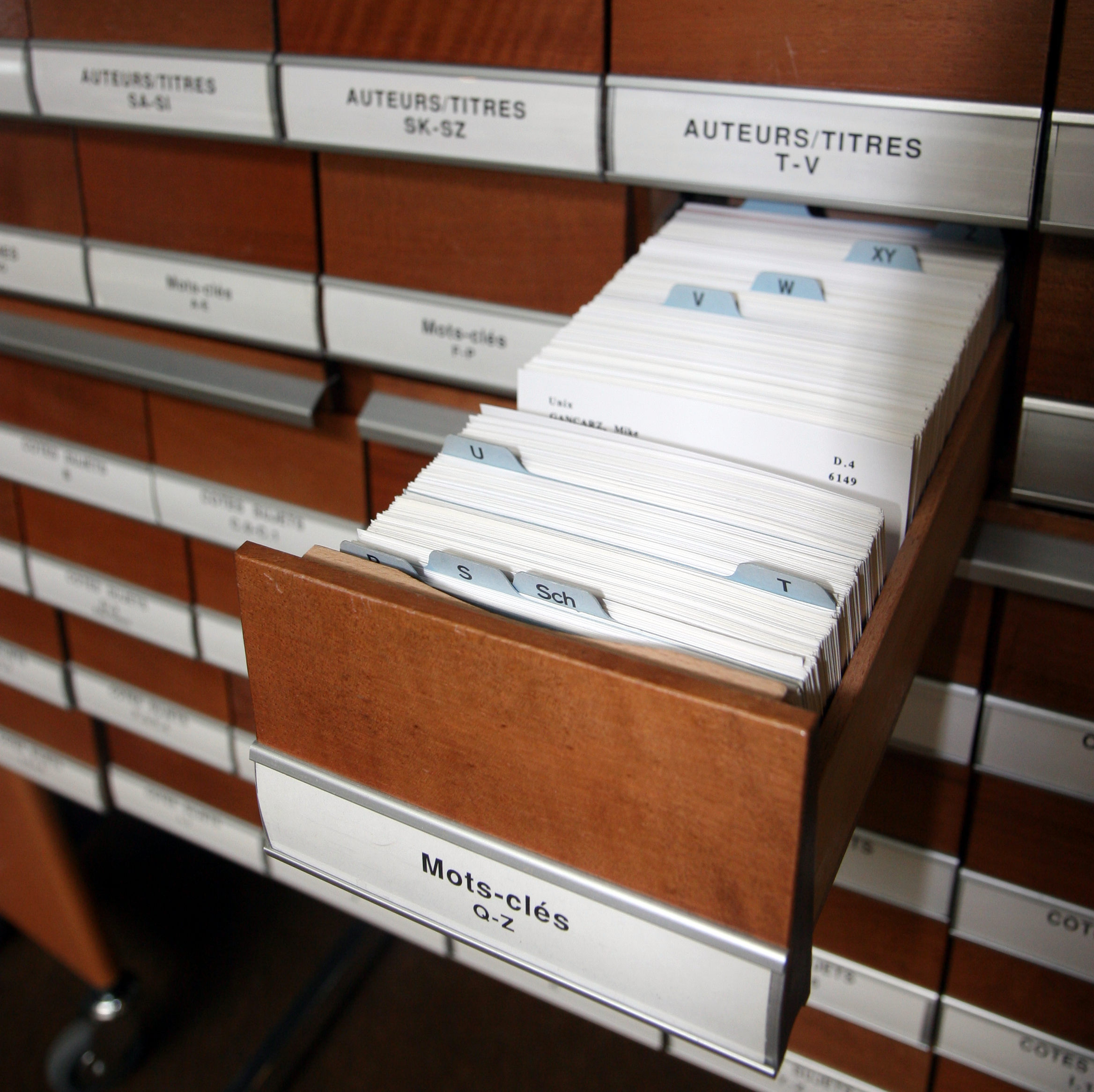
Tabe bei Registerkarten

Ein Tab (kurz für Tabulator) ist ein Vorsprung in Register-, Karteikarten oder Mappen, um diese zu kennzeichnen und auf diesem Weg schneller in Schubladen aufzufinden.
Die Tabs bestehen aus dem gleichen Material wie die Karte oder Mappe und werden als Einheit ausgestanzt. Sie ragen etwa ein bis zwei Zentimeter über die Karten bzw. Mappen hinaus. Damit sind die Tabs sehr ähnlich zu den Reitern und erfüllen auch die gleiche Funktion. Die Reiter sind im Gegensatz zu den Tabs frei setzbar und eignen sich für das Kennzeichnen temporärer Eigenschaften. Die festen Tabs eignen sich hingegen für Dauereigenschaften. Tabs sind entweder vorgedruckt oder sie können individuell beschriftet werden. Neben bereits vorgefertigten Karten mit Tabs werden Karten mit einer vollen Tabbahn angeboten, welche auf die eigenen Wünsche zugeschnitten werden kann.